# Milà-Sanremo 2024
La Milà-Sanremo 2024 fou la 115a edició de la Milà-Sanremo. La cursa es disputà el 16 de març de 2024 i comptà amb un recorregut de 288 km. La cursa fou el 8è esdeveniment de l'UCI World Tour 2024.
El vencedor de la 115a edició de la Milà-Sanremo es decidí a través de la foto d'arribada, doncs després d'un esprint final en els últims metres de la cursa, el belga Jasper Philipsen (Alpecin-Deceuninck) i l'australià Michael Matthews (Jayco AlUla) arribaren al mateix temps; finalment, Philipsen resultà campió i Matthews quedà segon. La tercera posició fou per l'eslovè Tadej Pogačar.

## Equips
Un total de 25 equips participaren a la cursa, dels quals, 18 foren els equips de l'WorldTour i els altres 7 foren equips de l'UCI ProTeam.
| WorldTeams (18)- Alpecin-Deceuninck - Arkéa-B&B Hotels - Astana Qazaqstan Team - Bahrain Victorious - Bora-Hansgrohe - Cofidis - Decathlon-AG2R La Mondiale - EF Education-EasyPost - Groupama-FDJ - Ineos Grenadiers - Intermarché-Wanty - Lidl-Trek - Movistar Team - Soudal Quick-Step - Team dsm-firmenich PostNL - Team Jayco AlUla - Team Visma \| Lease a Bike - UAE Team Emirates ProTeams (7)- Israel-Premier Tech - Lotto Dstny - Corratec-Vini Fantini - Polti Kometa - Tudor Pro Cycling Team - Uno-X Mobility - VF Group-Bardiani CSF-Faizané |
| |

## Classificació final
| \| Classificació general \| Classificació general \| Classificació general \| Classificació general \| Classificació general \| \| Corredor \| Corredor \| Equip \| Temps \| \| \| --------------------- \| --------------------- \| -------------------------- \| --------------------- \| --------------------- \| \| 1r \| Jasper Philipsen \| Alpecin-Deceuninck \| 6h 14' 44" \| \| \| 2n \| Michael Matthews \| Team Jayco AlUla \| + 0" \| \| \| 3r \| Tadej Pogačar \| UAE Team Emirates \| + 0" \| \| \| 4t \| Mads Pedersen \| Lidl-Trek \| + 0" \| \| \| 5è \| Alberto Bettiol \| EF Education-EasyPost \| + 0" \| \| \| 6è \| Matej Mohorič \| Bahrain Victorious \| + 0" \| \| \| 7è \| Maxim Van Gils \| Lotto Dstny \| + 0" \| \| \| 8è \| Jasper Stuyven \| Lidl-Trek \| + 0" \| \| \| 9è \| Julian Alaphilippe \| Soudal Quick-Step \| + 0" \| \| \| 10è \| Mathieu van der Poel \| Alpecin-Deceuninck \| + 0" \| \| \| 11è \| Thomas Pidcock \| Ineos Grenadiers \| + 0" \| \| \| 12è \| Matteo Sobrero \| Bora-Hansgrohe \| + 0" \| \| \| 13è \| Casper Pedersen \| Soudal Quick-Step \| + 35" \| \| \| 14è \| Olav Kooij \| Team Visma \\| Lease a Bike \| + 35" \| \| \| 15è \| Laurence Pithie \| Groupama-FDJ \| + 35" \| \| \| 16è \| Kasper Asgreen \| Soudal Quick-Step \| + 35" \| \| \| 17è \| Corbin Strong \| Israel-Premier Tech \| + 35" \| \| \| 18è \| Simon Clarke \| Israel-Premier Tech \| + 35" \| \| \| 19è \| Quentin Pacher \| Groupama-FDJ \| + 35" \| \| \| 20è \| Benoît Cosnefroy \| Decathlon-AG2R La Mondiale \| + 35" \| \| |                      |                            |            |
| |                      |                            |            |
| Font: ProCyclingStats |                      |                            |            |
| Classificació general |                      |                            |            |
| Corredor | Corredor             | Equip                      | Temps      |
| 1r | Jasper Philipsen     | Alpecin-Deceuninck         | 6h 14' 44" |
| 2n | Michael Matthews     | Team Jayco AlUla           | + 0"       |
| 3r | Tadej Pogačar        | UAE Team Emirates          | + 0"       |
| 4t | Mads Pedersen        | Lidl-Trek                  | + 0"       |
| 5è | Alberto Bettiol      | EF Education-EasyPost      | + 0"       |
| 6è | Matej Mohorič        | Bahrain Victorious         | + 0"       |
| 7è | Maxim Van Gils       | Lotto Dstny                | + 0"       |
| 8è | Jasper Stuyven       | Lidl-Trek                  | + 0"       |
| 9è | Julian Alaphilippe   | Soudal Quick-Step          | + 0"       |
| 10è | Mathieu van der Poel | Alpecin-Deceuninck         | + 0"       |
| 11è | Thomas Pidcock       | Ineos Grenadiers           | + 0"       |
| 12è | Matteo Sobrero       | Bora-Hansgrohe             | + 0"       |
| 13è | Casper Pedersen      | Soudal Quick-Step          | + 35"      |
| 14è | Olav Kooij           | Team Visma \| Lease a Bike | + 35"      |
| 15è | Laurence Pithie      | Groupama-FDJ               | + 35"      |
| 16è | Kasper Asgreen       | Soudal Quick-Step          | + 35"      |
| 17è | Corbin Strong        | Israel-Premier Tech        | + 35"      |
| 18è | Simon Clarke         | Israel-Premier Tech        | + 35"      |
| 19è | Quentin Pacher       | Groupama-FDJ               | + 35"      |
| 20è | Benoît Cosnefroy     | Decathlon-AG2R La Mondiale | + 35"      |

## Llista de participants
| Alpecin-Deceuninck ADC | Alpecin-Deceuninck ADC            | Alpecin-Deceuninck ADC |
| ---------------------- | --------------------------------- | ---------------------- |
| Núm                    | Ciclista                          | Pos                    |
| 1                      | Mathieu van der Poel (NED) (ruta) | 10è                    |
| 2                      | Silvan Dillier (SUI)              | 163è                   |
| 3                      | Søren Kragh Andersen (DEN)        | 31è                    |
| 4                      | Axel Laurance (FRA)               | 75è                    |
| 5                      | Xandro Meurisse (BEL)             | 105è                   |
| 6                      | Jasper Philipsen (BEL)            | 1r                     |
| 7                      | Gianni Vermeersch (BEL)           | 57è                    |

| Arkéa-B&B Hotels ARK | Arkéa-B&B Hotels ARK      | Arkéa-B&B Hotels ARK |
| -------------------- | ------------------------- | -------------------- |
| Núm                  | Ciclista                  | Pos                  |
| 11                   | Arnaud Démare (FRA)       | 43è                  |
| 12                   | Vincenzo Albanese (ITA)   | 24è                  |
| 13                   | Clément Champoussin (FRA) | 129è                 |
| 14                   | Mathis Le Berre (FRA)     | 104è                 |
| 15                   | Thibault Guernalec (FRA)  | 128è                 |
| 16                   | Łukasz Owsian (POL)       | 153è                 |
| 17                   | Miles Scotson (AUS)       | 146è                 |

| Astana Qazaqstan Team AST | Astana Qazaqstan Team AST     | Astana Qazaqstan Team AST |
| ------------------------- | ----------------------------- | ------------------------- |
| Núm                       | Ciclista                      | Pos                       |
| 21                        | Simone Velasco (ITA) (ruta)   | 25è                       |
| 22                        | Samuele Battistella (ITA)     | 22è                       |
| 23                        | Cees Bol (NED)                | 150è                      |
| 24                        | Yevgeniy Fedorov (KAZ)        | 91è                       |
| 25                        | Michele Gazzoli (ITA)         | 83è                       |
| 26                        | Aleksei Lutsenko (KAZ) (ruta) | 114è                      |
| 27                        | Cristian Scaroni (ITA)        | 36è                       |

| Bora-Hansgrohe BOH | Bora-Hansgrohe BOH     | Bora-Hansgrohe BOH |
| ------------------ | ---------------------- | ------------------ |
| Núm                | Ciclista               | Pos                |
| 31                 | Danny van Poppel (NED) | 101è               |
| 32                 | Giovanni Aleotti (ITA) | 38è                |
| 33                 | Nico Denz (GER)        | 45è                |
| 34                 | Patrick Gamper (AUT)   | 135è               |
| 35                 | Marco Haller (AUT)     | 37è                |
| 36                 | Ryan Mullen (IRL)      | 156è               |
| 37                 | Matteo Sobrero (ITA)   | 12è                |

| Cofidis COF | Cofidis COF                | Cofidis COF |
| ----------- | -------------------------- | ----------- |
| Núm         | Ciclista                   | Pos         |
| 41          | Benjamin Thomas (FRA)      | DNF         |
| 42          | Thomas Champion (FRA)      | 164è        |
| 43          | Nicolas Debeaumarché (FRA) | 159è        |
| 44          | Simon Geschke (GER)        | 62è         |
| 45          | Stefano Oldani (ITA)       | 98è         |
| 46          | Harrison Wood (GBR)        | 127è        |
| 47          | Axel Zingle (FRA)          | 41è         |

| Team Corratec-Vini Fantini COR | Team Corratec-Vini Fantini COR | Team Corratec-Vini Fantini COR |
| ------------------------------ | ------------------------------ | ------------------------------ |
| Núm                            | Ciclista                       | Pos                            |
| 51                             | Niccolò Bonifazio (ITA)        | 68è                            |
| 52                             | Davide Baldaccini (ITA)        | 154è                           |
| 53                             | Valerio Conti (ITA)            | 123è                           |
| 54                             | Lorenzo Quartucci (ITA)        | 95è                            |
| 55                             | Kristian Sbaragli (ITA)        | 84è                            |
| 56                             | Kyrylo Tsarenko (UKR)          | 78è                            |
| 57                             | Marco Murgano (ITA)            | 155è                           |

| Decathlon-AG2R La Mondiale DAT | Decathlon-AG2R La Mondiale DAT | Decathlon-AG2R La Mondiale DAT |
| ------------------------------ | ------------------------------ | ------------------------------ |
| Núm                            | Ciclista                       | Pos                            |
| 61                             | Benoît Cosnefroy (FRA)         | 20è                            |
| 62                             | Edvald Boasson Hagen (NOR)     | 97è                            |
| 63                             | Oliver Naesen (BEL)            | 106è                           |
| 64                             | Dries De Bondt (BEL)           | 110è                           |
| 65                             | Sander De Pestel (BEL)         | 130è                           |
| 66                             | Andrea Vendrame (ITA)          | 74è                            |
| 67                             | Lawrence Warbasse (USA)        | 109è                           |

| EF Education-EasyPost EFE | EF Education-EasyPost EFE       | EF Education-EasyPost EFE |
| ------------------------- | ------------------------------- | ------------------------- |
| Núm                       | Ciclista                        | Pos                       |
| 71                        | Alberto Bettiol (ITA)           | 5è                        |
| 72                        | Andrey Amador Bikkazakova (CRC) | 148è                      |
| 73                        | Jonas Rutsch (GER)              | 92è                       |
| 74                        | Harry Sweeny (AUS)              | 79è                       |
| 75                        | Yuhi Todome (JPN)               | 94è                       |
| 76                        | Michael Valgren Andersen (DEN)  | 100è                      |
| 77                        | Marijn van den Berg (NED)       | 59è                       |

| Groupama-FDJ GFC | Groupama-FDJ GFC        | Groupama-FDJ GFC |
| ---------------- | ----------------------- | ---------------- |
| Núm              | Ciclista                | Pos              |
| 81               | Stefan Küng (SUI)       | 23è              |
| 82               | Sven Erik Bystrøm (NOR) | 52è              |
| 83               | Lorenzo Germani (ITA)   | 152è             |
| 84               | Quentin Pacher (FRA)    | 19è              |
| 85               | Laurence Pithie (NZL)   | 15è              |
| 86               | Clément Russo (FRA)     | 124è             |
| 87               | Samuel Watson (GBR)     | 80è              |

| Ineos Grenadiers IGD | Ineos Grenadiers IGD         | Ineos Grenadiers IGD |
| -------------------- | ---------------------------- | -------------------- |
| Núm                  | Ciclista                     | Pos                  |
| 91                   | Filippo Ganna (ITA)          | 40è                  |
| 92                   | Michał Kwiatkowski (POL)     | 54è                  |
| 93                   | Jhonatan Narváez Prado (ECU) | 35è                  |
| 94                   | Thomas Pidcock (GBR)         | 11è                  |
| 95                   | Luke Rowe (GBR)              | 131è                 |
| 96                   | Ben Swift (GBR)              | 113è                 |
| 97                   | Salvatore Puccio (ITA)       | DNF                  |

| Intermarché-Wanty IWA | Intermarché-Wanty IWA  | Intermarché-Wanty IWA |
| --------------------- | ---------------------- | --------------------- |
| Núm                   | Ciclista               | Pos                   |
| 101                   | Biniam Girmay (ERI)    | 27è                   |
| 102                   | Lilian Calmejane (FRA) | 53è                   |
| 103                   | Tom Paquot (BEL)       | 162è                  |
| 104                   | Dion Smith (NZL)       | 58è                   |
| 105                   | Mike Teunissen (NED)   | 61è                   |
| 106                   | Gijs Van Hoecke (BEL)  | 144è                  |
| 107                   | Georg Zimmermann (GER) | 39è                   |

| Israel-Premier Tech IPT | Israel-Premier Tech IPT | Israel-Premier Tech IPT |
| ----------------------- | ----------------------- | ----------------------- |
| Núm                     | Ciclista                | Pos                     |
| 111                     | Simon Clarke (AUS)      | 18è                     |
| 112                     | Guillaume Boivin (CAN)  | 103è                    |
| 113                     | Jakob Fuglsang (DEN)    | 142è                    |
| 114                     | Hugo Houle (CAN)        | 77è                     |
| 115                     | Ethan Vernon (GBR)      | 90è                     |
| 116                     | Riley Sheehan (USA)     | 107è                    |
| 117                     | Corbin Strong (NZL)     | 17è                     |

| Lidl-Trek LTK | Lidl-Trek LTK             | Lidl-Trek LTK |
| ------------- | ------------------------- | ------------- |
| Núm           | Ciclista                  | Pos           |
| 121           | Mads Pedersen (DEN)       | 4t            |
| 122           | Jacopo Mosca (ITA)        | 132è          |
| 123           | Ryan Gibbons (RSA) (ruta) | 136è          |
| 124           | Alex Kirsch (LUX) (ruta)  | 102è          |
| 125           | Jonathan Milan (ITA)      | 69è           |
| 126           | Toms Skujiņš (LAT)        | 32è           |
| 127           | Jasper Stuyven (BEL)      | 8è            |

| Lotto Dstny LTD | Lotto Dstny LTD          | Lotto Dstny LTD |
| --------------- | ------------------------ | --------------- |
| Núm             | Ciclista                 | Pos             |
| 131             | Maxim Van Gils (BEL)     | 7è              |
| 132             | Cedric Beullens (BEL)    | 93è             |
| 133             | Victor Campenaerts (BEL) | 29è             |
| 134             | Jasper De Buyst (BEL)    | DNF             |
| 135             | Jarrad Drizners (AUS)    | DNF             |
| 136             | Pascal Eenkhoorn (NED)   | 70è             |
| 137             | Jacopo Guarnieri (ITA)   | 147è            |

| Movistar Team MOV | Movistar Team MOV               | Movistar Team MOV |
| ----------------- | ------------------------------- | ----------------- |
| Núm               | Ciclista                        | Pos               |
| 141               | Davide Cimolai (ITA)            | 149è              |
| 142               | Jon Barrenetxea (ESP)           | 42è               |
| 143               | Carlos Canal Blanco (ESP)       | 49è               |
| 144               | Lorenzo Milesi (ITA)            | 87è               |
| 145               | Manlio Moro (ITA)               | 126è              |
| 146               | Sergio Samitier (ESP)           | 160è              |
| 147               | Gonzalo Serrano Rodríguez (ESP) | 26è               |

| Soudal Quick-Step SOQ | Soudal Quick-Step SOQ    | Soudal Quick-Step SOQ |
| --------------------- | ------------------------ | --------------------- |
| Núm                   | Ciclista                 | Pos                   |
| 151                   | Julian Alaphilippe (FRA) | 9è                    |
| 152                   | Kasper Asgreen (DEN)     | 16è                   |
| 153                   | Mattia Cattaneo (ITA)    | 76è                   |
| 154                   | Josef Černý (CZE)        | 143è                  |
| 155                   | Luke Lamperti (USA)      | 108è                  |
| 156                   | Gianni Moscon (ITA)      | 55è                   |
| 157                   | Casper Pedersen (DEN)    | 13è                   |

| Team dsm-firmenich PostNL DFP | Team dsm-firmenich PostNL DFP | Team dsm-firmenich PostNL DFP |
| ----------------------------- | ----------------------------- | ----------------------------- |
| Núm                           | Ciclista                      | Pos                           |
| 161                           | Kevin Vermaerke (USA)         | 48è                           |
| 162                           | Patrick Bevin (NZL)           | DNF                           |
| 163                           | Pavel Bittner (CZE)           | 82è                           |
| 164                           | Romain Combaud (FRA)          | 72è                           |
| 165                           | Alexander Edmondson (AUS)     | DNF                           |
| 166                           | Chris Hamilton (AUS)          | 64è                           |
| 167                           | Martijn Tusveld (NED)         | 151è                          |

| Team Jayco AlUla JAY | Team Jayco AlUla JAY       | Team Jayco AlUla JAY |
| -------------------- | -------------------------- | -------------------- |
| Núm                  | Ciclista                   | Pos                  |
| 171                  | Michael Matthews (AUS)     | 2n                   |
| 172                  | Lucas Hamilton (AUS)       | 118è                 |
| 173                  | Alessandro De Marchi (ITA) | 117è                 |
| 174                  | Luke Durbridge (AUS)       | 157è                 |
| 175                  | Michael Hepburn (AUS)      | DNF                  |
| 176                  | Davide De Pretto (ITA)     | 28è                  |
| 177                  | Lucas Plapp (AUS) (ruta)   | 65è                  |

| Team Polti Kometa PTK | Team Polti Kometa PTK    | Team Polti Kometa PTK |
| --------------------- | ------------------------ | --------------------- |
| Núm                   | Ciclista                 | Pos                   |
| 181                   | Giovanni Lonardi (ITA)   | 86è                   |
| 182                   | Davide Bais (ITA)        | 81è                   |
| 183                   | Mattia Bais (ITA)        | 122è                  |
| 184                   | Germán Darío Gómez (COL) | 139è                  |
| 185                   | Mirco Maestri (ITA)      | 44è                   |
| 186                   | Andrea Pietrobon (ITA)   | DNF                   |
| 187                   | Diego Sevilla (ESP)      | 51è                   |

| Team Visma \| Lease a Bike TVL | Team Visma \| Lease a Bike TVL  | Team Visma \| Lease a Bike TVL |
| ------------------------------ | ------------------------------- | ------------------------------ |
| Núm                            | Ciclista                        | Pos                            |
| 191                            | Christophe Laporte (FRA) (ruta) | DNF                            |
| 192                            | Olav Kooij (NED)                | 14è                            |
| 193                            | Johannes Staune-Mittet (NOR)    | 60è                            |
| 194                            | Tosh Van der Sande (BEL)        | 141è                           |
| 195                            | Mick van Dijke (NED)            | 119è                           |
| 196                            | Tim Van Dijke (NED)             | 158è                           |
| 197                            | Julien Vermote (BEL)            | 137è                           |

| Tudor Pro Cycling Team TUD | Tudor Pro Cycling Team TUD | Tudor Pro Cycling Team TUD |
| -------------------------- | -------------------------- | -------------------------- |
| Núm                        | Ciclista                   | Pos                        |
| 201                        | Matteo Trentin (ITA)       | 21è                        |
| 202                        | Alexander Kamp (DEN)       | 161è                       |
| 203                        | Petr Kelemen (CZE)         | 140è                       |
| 204                        | Arthur Kluckers (LUX)      | DNF                        |
| 205                        | Alexander Krieger (GER)    | 138è                       |
| 206                        | Marius Mayrhofer (GER)     | 111è                       |
| 207                        | Rick Pluimers (NED)        | DNF                        |

| UAE Team Emirates UAD | UAE Team Emirates UAD      | UAE Team Emirates UAD |
| --------------------- | -------------------------- | --------------------- |
| Núm                   | Ciclista                   | Pos                   |
| 211                   | Tadej Pogačar (SLO) (ruta) | 3r                    |
| 212                   | Alessandro Covi (ITA)      | 115è                  |
| 213                   | Isaac del Toro (MEX)       | 73è                   |
| 214                   | Marc Hirschi (SUI) (ruta)  | 112è                  |
| 215                   | Domen Novak (SLO)          | 125è                  |
| 216                   | Diego Ulissi (ITA)         | 71è                   |
| 217                   | Tim Wellens (BEL)          | 56è                   |

| Uno-X Mobility UXM | Uno-X Mobility UXM            | Uno-X Mobility UXM |
| ------------------ | ----------------------------- | ------------------ |
| Núm                | Ciclista                      | Pos                |
| 221                | Alexander Kristoff (NOR)      | 85è                |
| 222                | Jonas Abrahamsen (NOR)        | 34è                |
| 223                | Fredrik Dversnes (NOR) (ruta) | 47è                |
| 224                | Stian Fredheim (NOR)          | 89è                |
| 225                | Odd Christian Eiking (NOR)    | 33è                |
| 226                | Jonas Iversby Hvideberg (NOR) | 134è               |
| 227                | Søren Wærenskjold (NOR)       | 133è               |

| VF Group-Bardiani CSF-Faizanè VBF | VF Group-Bardiani CSF-Faizanè VBF | VF Group-Bardiani CSF-Faizanè VBF |
| --------------------------------- | --------------------------------- | --------------------------------- |
| Núm                               | Ciclista                          | Pos                               |
| 231                               | Davide Gabburo (ITA)              | 96è                               |
| 232                               | Filippo Magli (ITA)               | 50è                               |
| 233                               | Martin Marcellusi (ITA)           | 116è                              |
| 234                               | Alessio Martinelli (ITA)          | 67è                               |
| 235                               | Alessandro Tonelli (ITA)          | 66è                               |
| 236                               | Enrico Zanoncello (ITA)           | 88è                               |
| 237                               | Samuele Zoccarato (ITA)           | 63è                               |

| Bahrain Victorious TBV | Bahrain Victorious TBV   | Bahrain Victorious TBV |
| ---------------------- | ------------------------ | ---------------------- |
| Núm                    | Ciclista                 | Pos                    |
| 241                    | Matej Mohorič (SLO)      | 6è                     |
| 242                    | Nikias Arndt (GER)       | 46è                    |
| 243                    | Nicolò Buratti (ITA)     | 120è                   |
| 244                    | Matevž Govekar (SLO)     | 145è                   |
| 245                    | Fran Miholjević (CRO)    | 121è                   |
| 246                    | Andrea Pasqualon (ITA)   | 99è                    |
| 247                    | Fred Wright (GBR) (ruta) | 30è                    |

| Alpecin-Deceuninck ADC | Alpecin-Deceuninck ADC            | Alpecin-Deceuninck ADC |
| ---------------------- | --------------------------------- | ---------------------- |
| Núm                    | Ciclista                          | Pos                    |
| 1                      | Mathieu van der Poel (NED) (ruta) | 10è                    |
| 2                      | Silvan Dillier (SUI)              | 163è                   |
| 3                      | Søren Kragh Andersen (DEN)        | 31è                    |
| 4                      | Axel Laurance (FRA)               | 75è                    |
| 5                      | Xandro Meurisse (BEL)             | 105è                   |
| 6                      | Jasper Philipsen (BEL)            | 1r                     |
| 7                      | Gianni Vermeersch (BEL)           | 57è                    |

| Arkéa-B&B Hotels ARK | Arkéa-B&B Hotels ARK      | Arkéa-B&B Hotels ARK |
| -------------------- | ------------------------- | -------------------- |
| Núm                  | Ciclista                  | Pos                  |
| 11                   | Arnaud Démare (FRA)       | 43è                  |
| 12                   | Vincenzo Albanese (ITA)   | 24è                  |
| 13                   | Clément Champoussin (FRA) | 129è                 |
| 14                   | Mathis Le Berre (FRA)     | 104è                 |
| 15                   | Thibault Guernalec (FRA)  | 128è                 |
| 16                   | Łukasz Owsian (POL)       | 153è                 |
| 17                   | Miles Scotson (AUS)       | 146è                 |

| Astana Qazaqstan Team AST | Astana Qazaqstan Team AST     | Astana Qazaqstan Team AST |
| ------------------------- | ----------------------------- | ------------------------- |
| Núm                       | Ciclista                      | Pos                       |
| 21                        | Simone Velasco (ITA) (ruta)   | 25è                       |
| 22                        | Samuele Battistella (ITA)     | 22è                       |
| 23                        | Cees Bol (NED)                | 150è                      |
| 24                        | Yevgeniy Fedorov (KAZ)        | 91è                       |
| 25                        | Michele Gazzoli (ITA)         | 83è                       |
| 26                        | Aleksei Lutsenko (KAZ) (ruta) | 114è                      |
| 27                        | Cristian Scaroni (ITA)        | 36è                       |

| Bora-Hansgrohe BOH | Bora-Hansgrohe BOH     | Bora-Hansgrohe BOH |
| ------------------ | ---------------------- | ------------------ |
| Núm                | Ciclista               | Pos                |
| 31                 | Danny van Poppel (NED) | 101è               |
| 32                 | Giovanni Aleotti (ITA) | 38è                |
| 33                 | Nico Denz (GER)        | 45è                |
| 34                 | Patrick Gamper (AUT)   | 135è               |
| 35                 | Marco Haller (AUT)     | 37è                |
| 36                 | Ryan Mullen (IRL)      | 156è               |
| 37                 | Matteo Sobrero (ITA)   | 12è                |

| Cofidis COF | Cofidis COF                | Cofidis COF |
| ----------- | -------------------------- | ----------- |
| Núm         | Ciclista                   | Pos         |
| 41          | Benjamin Thomas (FRA)      | DNF         |
| 42          | Thomas Champion (FRA)      | 164è        |
| 43          | Nicolas Debeaumarché (FRA) | 159è        |
| 44          | Simon Geschke (GER)        | 62è         |
| 45          | Stefano Oldani (ITA)       | 98è         |
| 46          | Harrison Wood (GBR)        | 127è        |
| 47          | Axel Zingle (FRA)          | 41è         |

| Team Corratec-Vini Fantini COR | Team Corratec-Vini Fantini COR | Team Corratec-Vini Fantini COR |
| ------------------------------ | ------------------------------ | ------------------------------ |
| Núm                            | Ciclista                       | Pos                            |
| 51                             | Niccolò Bonifazio (ITA)        | 68è                            |
| 52                             | Davide Baldaccini (ITA)        | 154è                           |
| 53                             | Valerio Conti (ITA)            | 123è                           |
| 54                             | Lorenzo Quartucci (ITA)        | 95è                            |
| 55                             | Kristian Sbaragli (ITA)        | 84è                            |
| 56                             | Kyrylo Tsarenko (UKR)          | 78è                            |
| 57                             | Marco Murgano (ITA)            | 155è                           |

| Decathlon-AG2R La Mondiale DAT | Decathlon-AG2R La Mondiale DAT | Decathlon-AG2R La Mondiale DAT |
| ------------------------------ | ------------------------------ | ------------------------------ |
| Núm                            | Ciclista                       | Pos                            |
| 61                             | Benoît Cosnefroy (FRA)         | 20è                            |
| 62                             | Edvald Boasson Hagen (NOR)     | 97è                            |
| 63                             | Oliver Naesen (BEL)            | 106è                           |
| 64                             | Dries De Bondt (BEL)           | 110è                           |
| 65                             | Sander De Pestel (BEL)         | 130è                           |
| 66                             | Andrea Vendrame (ITA)          | 74è                            |
| 67                             | Lawrence Warbasse (USA)        | 109è                           |

| EF Education-EasyPost EFE | EF Education-EasyPost EFE       | EF Education-EasyPost EFE |
| ------------------------- | ------------------------------- | ------------------------- |
| Núm                       | Ciclista                        | Pos                       |
| 71                        | Alberto Bettiol (ITA)           | 5è                        |
| 72                        | Andrey Amador Bikkazakova (CRC) | 148è                      |
| 73                        | Jonas Rutsch (GER)              | 92è                       |
| 74                        | Harry Sweeny (AUS)              | 79è                       |
| 75                        | Yuhi Todome (JPN)               | 94è                       |
| 76                        | Michael Valgren Andersen (DEN)  | 100è                      |
| 77                        | Marijn van den Berg (NED)       | 59è                       |

| Groupama-FDJ GFC | Groupama-FDJ GFC        | Groupama-FDJ GFC |
| ---------------- | ----------------------- | ---------------- |
| Núm              | Ciclista                | Pos              |
| 81               | Stefan Küng (SUI)       | 23è              |
| 82               | Sven Erik Bystrøm (NOR) | 52è              |
| 83               | Lorenzo Germani (ITA)   | 152è             |
| 84               | Quentin Pacher (FRA)    | 19è              |
| 85               | Laurence Pithie (NZL)   | 15è              |
| 86               | Clément Russo (FRA)     | 124è             |
| 87               | Samuel Watson (GBR)     | 80è              |

| Ineos Grenadiers IGD | Ineos Grenadiers IGD         | Ineos Grenadiers IGD |
| -------------------- | ---------------------------- | -------------------- |
| Núm                  | Ciclista                     | Pos                  |
| 91                   | Filippo Ganna (ITA)          | 40è                  |
| 92                   | Michał Kwiatkowski (POL)     | 54è                  |
| 93                   | Jhonatan Narváez Prado (ECU) | 35è                  |
| 94                   | Thomas Pidcock (GBR)         | 11è                  |
| 95                   | Luke Rowe (GBR)              | 131è                 |
| 96                   | Ben Swift (GBR)              | 113è                 |
| 97                   | Salvatore Puccio (ITA)       | DNF                  |

| Intermarché-Wanty IWA | Intermarché-Wanty IWA  | Intermarché-Wanty IWA |
| --------------------- | ---------------------- | --------------------- |
| Núm                   | Ciclista               | Pos                   |
| 101                   | Biniam Girmay (ERI)    | 27è                   |
| 102                   | Lilian Calmejane (FRA) | 53è                   |
| 103                   | Tom Paquot (BEL)       | 162è                  |
| 104                   | Dion Smith (NZL)       | 58è                   |
| 105                   | Mike Teunissen (NED)   | 61è                   |
| 106                   | Gijs Van Hoecke (BEL)  | 144è                  |
| 107                   | Georg Zimmermann (GER) | 39è                   |

| Israel-Premier Tech IPT | Israel-Premier Tech IPT | Israel-Premier Tech IPT |
| ----------------------- | ----------------------- | ----------------------- |
| Núm                     | Ciclista                | Pos                     |
| 111                     | Simon Clarke (AUS)      | 18è                     |
| 112                     | Guillaume Boivin (CAN)  | 103è                    |
| 113                     | Jakob Fuglsang (DEN)    | 142è                    |
| 114                     | Hugo Houle (CAN)        | 77è                     |
| 115                     | Ethan Vernon (GBR)      | 90è                     |
| 116                     | Riley Sheehan (USA)     | 107è                    |
| 117                     | Corbin Strong (NZL)     | 17è                     |

| Lidl-Trek LTK | Lidl-Trek LTK             | Lidl-Trek LTK |
| ------------- | ------------------------- | ------------- |
| Núm           | Ciclista                  | Pos           |
| 121           | Mads Pedersen (DEN)       | 4t            |
| 122           | Jacopo Mosca (ITA)        | 132è          |
| 123           | Ryan Gibbons (RSA) (ruta) | 136è          |
| 124           | Alex Kirsch (LUX) (ruta)  | 102è          |
| 125           | Jonathan Milan (ITA)      | 69è           |
| 126           | Toms Skujiņš (LAT)        | 32è           |
| 127           | Jasper Stuyven (BEL)      | 8è            |

| Lotto Dstny LTD | Lotto Dstny LTD          | Lotto Dstny LTD |
| --------------- | ------------------------ | --------------- |
| Núm             | Ciclista                 | Pos             |
| 131             | Maxim Van Gils (BEL)     | 7è              |
| 132             | Cedric Beullens (BEL)    | 93è             |
| 133             | Victor Campenaerts (BEL) | 29è             |
| 134             | Jasper De Buyst (BEL)    | DNF             |
| 135             | Jarrad Drizners (AUS)    | DNF             |
| 136             | Pascal Eenkhoorn (NED)   | 70è             |
| 137             | Jacopo Guarnieri (ITA)   | 147è            |

| Movistar Team MOV | Movistar Team MOV               | Movistar Team MOV |
| ----------------- | ------------------------------- | ----------------- |
| Núm               | Ciclista                        | Pos               |
| 141               | Davide Cimolai (ITA)            | 149è              |
| 142               | Jon Barrenetxea (ESP)           | 42è               |
| 143               | Carlos Canal Blanco (ESP)       | 49è               |
| 144               | Lorenzo Milesi (ITA)            | 87è               |
| 145               | Manlio Moro (ITA)               | 126è              |
| 146               | Sergio Samitier (ESP)           | 160è              |
| 147               | Gonzalo Serrano Rodríguez (ESP) | 26è               |

| Soudal Quick-Step SOQ | Soudal Quick-Step SOQ    | Soudal Quick-Step SOQ |
| --------------------- | ------------------------ | --------------------- |
| Núm                   | Ciclista                 | Pos                   |
| 151                   | Julian Alaphilippe (FRA) | 9è                    |
| 152                   | Kasper Asgreen (DEN)     | 16è                   |
| 153                   | Mattia Cattaneo (ITA)    | 76è                   |
| 154                   | Josef Černý (CZE)        | 143è                  |
| 155                   | Luke Lamperti (USA)      | 108è                  |
| 156                   | Gianni Moscon (ITA)      | 55è                   |
| 157                   | Casper Pedersen (DEN)    | 13è                   |

| Team dsm-firmenich PostNL DFP | Team dsm-firmenich PostNL DFP | Team dsm-firmenich PostNL DFP |
| ----------------------------- | ----------------------------- | ----------------------------- |
| Núm                           | Ciclista                      | Pos                           |
| 161                           | Kevin Vermaerke (USA)         | 48è                           |
| 162                           | Patrick Bevin (NZL)           | DNF                           |
| 163                           | Pavel Bittner (CZE)           | 82è                           |
| 164                           | Romain Combaud (FRA)          | 72è                           |
| 165                           | Alexander Edmondson (AUS)     | DNF                           |
| 166                           | Chris Hamilton (AUS)          | 64è                           |
| 167                           | Martijn Tusveld (NED)         | 151è                          |

| Team Jayco AlUla JAY | Team Jayco AlUla JAY       | Team Jayco AlUla JAY |
| -------------------- | -------------------------- | -------------------- |
| Núm                  | Ciclista                   | Pos                  |
| 171                  | Michael Matthews (AUS)     | 2n                   |
| 172                  | Lucas Hamilton (AUS)       | 118è                 |
| 173                  | Alessandro De Marchi (ITA) | 117è                 |
| 174                  | Luke Durbridge (AUS)       | 157è                 |
| 175                  | Michael Hepburn (AUS)      | DNF                  |
| 176                  | Davide De Pretto (ITA)     | 28è                  |
| 177                  | Lucas Plapp (AUS) (ruta)   | 65è                  |

| Team Polti Kometa PTK | Team Polti Kometa PTK    | Team Polti Kometa PTK |
| --------------------- | ------------------------ | --------------------- |
| Núm                   | Ciclista                 | Pos                   |
| 181                   | Giovanni Lonardi (ITA)   | 86è                   |
| 182                   | Davide Bais (ITA)        | 81è                   |
| 183                   | Mattia Bais (ITA)        | 122è                  |
| 184                   | Germán Darío Gómez (COL) | 139è                  |
| 185                   | Mirco Maestri (ITA)      | 44è                   |
| 186                   | Andrea Pietrobon (ITA)   | DNF                   |
| 187                   | Diego Sevilla (ESP)      | 51è                   |

| Team Visma \| Lease a Bike TVL | Team Visma \| Lease a Bike TVL  | Team Visma \| Lease a Bike TVL |
| ------------------------------ | ------------------------------- | ------------------------------ |
| Núm                            | Ciclista                        | Pos                            |
| 191                            | Christophe Laporte (FRA) (ruta) | DNF                            |
| 192                            | Olav Kooij (NED)                | 14è                            |
| 193                            | Johannes Staune-Mittet (NOR)    | 60è                            |
| 194                            | Tosh Van der Sande (BEL)        | 141è                           |
| 195                            | Mick van Dijke (NED)            | 119è                           |
| 196                            | Tim Van Dijke (NED)             | 158è                           |
| 197                            | Julien Vermote (BEL)            | 137è                           |

| Tudor Pro Cycling Team TUD | Tudor Pro Cycling Team TUD | Tudor Pro Cycling Team TUD |
| -------------------------- | -------------------------- | -------------------------- |
| Núm                        | Ciclista                   | Pos                        |
| 201                        | Matteo Trentin (ITA)       | 21è                        |
| 202                        | Alexander Kamp (DEN)       | 161è                       |
| 203                        | Petr Kelemen (CZE)         | 140è                       |
| 204                        | Arthur Kluckers (LUX)      | DNF                        |
| 205                        | Alexander Krieger (GER)    | 138è                       |
| 206                        | Marius Mayrhofer (GER)     | 111è                       |
| 207                        | Rick Pluimers (NED)        | DNF                        |

| UAE Team Emirates UAD | UAE Team Emirates UAD      | UAE Team Emirates UAD |
| --------------------- | -------------------------- | --------------------- |
| Núm                   | Ciclista                   | Pos                   |
| 211                   | Tadej Pogačar (SLO) (ruta) | 3r                    |
| 212                   | Alessandro Covi (ITA)      | 115è                  |
| 213                   | Isaac del Toro (MEX)       | 73è                   |
| 214                   | Marc Hirschi (SUI) (ruta)  | 112è                  |
| 215                   | Domen Novak (SLO)          | 125è                  |
| 216                   | Diego Ulissi (ITA)         | 71è                   |
| 217                   | Tim Wellens (BEL)          | 56è                   |

| Uno-X Mobility UXM | Uno-X Mobility UXM            | Uno-X Mobility UXM |
| ------------------ | ----------------------------- | ------------------ |
| Núm                | Ciclista                      | Pos                |
| 221                | Alexander Kristoff (NOR)      | 85è                |
| 222                | Jonas Abrahamsen (NOR)        | 34è                |
| 223                | Fredrik Dversnes (NOR) (ruta) | 47è                |
| 224                | Stian Fredheim (NOR)          | 89è                |
| 225                | Odd Christian Eiking (NOR)    | 33è                |
| 226                | Jonas Iversby Hvideberg (NOR) | 134è               |
| 227                | Søren Wærenskjold (NOR)       | 133è               |

| VF Group-Bardiani CSF-Faizanè VBF | VF Group-Bardiani CSF-Faizanè VBF | VF Group-Bardiani CSF-Faizanè VBF |
| --------------------------------- | --------------------------------- | --------------------------------- |
| Núm                               | Ciclista                          | Pos                               |
| 231                               | Davide Gabburo (ITA)              | 96è                               |
| 232                               | Filippo Magli (ITA)               | 50è                               |
| 233                               | Martin Marcellusi (ITA)           | 116è                              |
| 234                               | Alessio Martinelli (ITA)          | 67è                               |
| 235                               | Alessandro Tonelli (ITA)          | 66è                               |
| 236                               | Enrico Zanoncello (ITA)           | 88è                               |
| 237                               | Samuele Zoccarato (ITA)           | 63è                               |

| Bahrain Victorious TBV | Bahrain Victorious TBV   | Bahrain Victorious TBV |
| ---------------------- | ------------------------ | ---------------------- |
| Núm                    | Ciclista                 | Pos                    |
| 241                    | Matej Mohorič (SLO)      | 6è                     |
| 242                    | Nikias Arndt (GER)       | 46è                    |
| 243                    | Nicolò Buratti (ITA)     | 120è                   |
| 244                    | Matevž Govekar (SLO)     | 145è                   |
| 245                    | Fran Miholjević (CRO)    | 121è                   |
| 246                    | Andrea Pasqualon (ITA)   | 99è                    |
| 247                    | Fred Wright (GBR) (ruta) | 30è                    |